# Saint-Jean-de-Bassel
Saint-Jean-de-Bassel è un comune francese di 346 abitanti situato nel dipartimento della Mosella nella regione del Grand Est.

## Società

### Evoluzione demografica
Abitanti censiti